# Пруденти-ди-Морайс (Минас-Жерайс)
Пруденти-ди-Морайс (порт. Prudente de Morais) — муниципалитет в Бразилии, входит в штат Минас-Жерайс. Составная часть мезорегиона Агломерация Белу-Оризонти. Входит в экономико-статистический микрорегион Сети-Лагоас. Население составляет 3276 человек на 2006 год. Занимает площадь 125,783 км².

## История
Город основан 1 марта 1969 года. 

## Статистика
- Валовой внутренний продукт на 2003 год составляет 72 545 242,00 реалов (данные: Бразильский институт географии и статистики).
- Валовой внутренний продукт на душу населения на 2003 год составляет 8246,59 реалов (данные: Бразильский институт географии и статистики).
- Индекс развития человеческого потенциала на 2000 год составляет 0,752 (данные: Программа развития ООН).